# Ilinden (památník)
Památník Ilinden (makedonsky Споменик „Илинден“, známý také pod názvem Makedonium, makedonsky Македониум) je památník připomínající Ilindenské povstání v severomakedonském městě Kruševo.

## Historie
V roce 1968 byl schválen záměr na vybudování památníku, zájem na jeho realizaci existoval již od 50. let 20. století. Rozhodným momentem byla návštěva města Kruševa tehdejší hlavou státu, Josipem Brozem Titem. Nějakou dobu také existoval spor, zdali má být památník postaven v Bitole, nebo v Kruševu.
Památník byl vybudován na počátku 70. let 20. století. Odhalen byl 2. srpna 1974 při výročí 30 let od zasedání protifašistické rady osvobození Makedonie (ASNOM). Autory památníku byli Jordan Grabuloski a Iskra Grabuloska; ti zvítězili v soutěži, do které se přihlásil značný počet návrhů. Později výběrová komise zvolila do druhého kola tři a nakonec byl zrealizován pouze projekt Grabuloských, kteří sami bojovali v partyzánském vojsku za druhé světové války.

## Areál
Památník symbolizuje nepokořenost, boj a připravenost boje národa za svobodu a samostatný stát. Památník vznikl v duchu brutalistické architektury. Areál památníku se rozkládá na prostoru 12 hektarů a jeho ikonický prvek – kupole – je dekorován reliéfy, vitrážemi a uvnitř se nachází také věčný plamen.
Okolní park obklopují skulptury s názvem „roztržené řetězy“, které symbolizují svobodu národa získanou v osvobozeneckých válkách. Na vstupní plošinu poté navazuje krypta s vypsanými padesáti osmi významnými jmény a událostmi, které se týkají období Ilindenského povstání. Kryptou se prochází do amfiteátru dekorovaného různými mozaikami.
V areálu je pohřben Nikola Karev a svojí bustu zde má i zpěvák Toše Proeski.

## Galerie

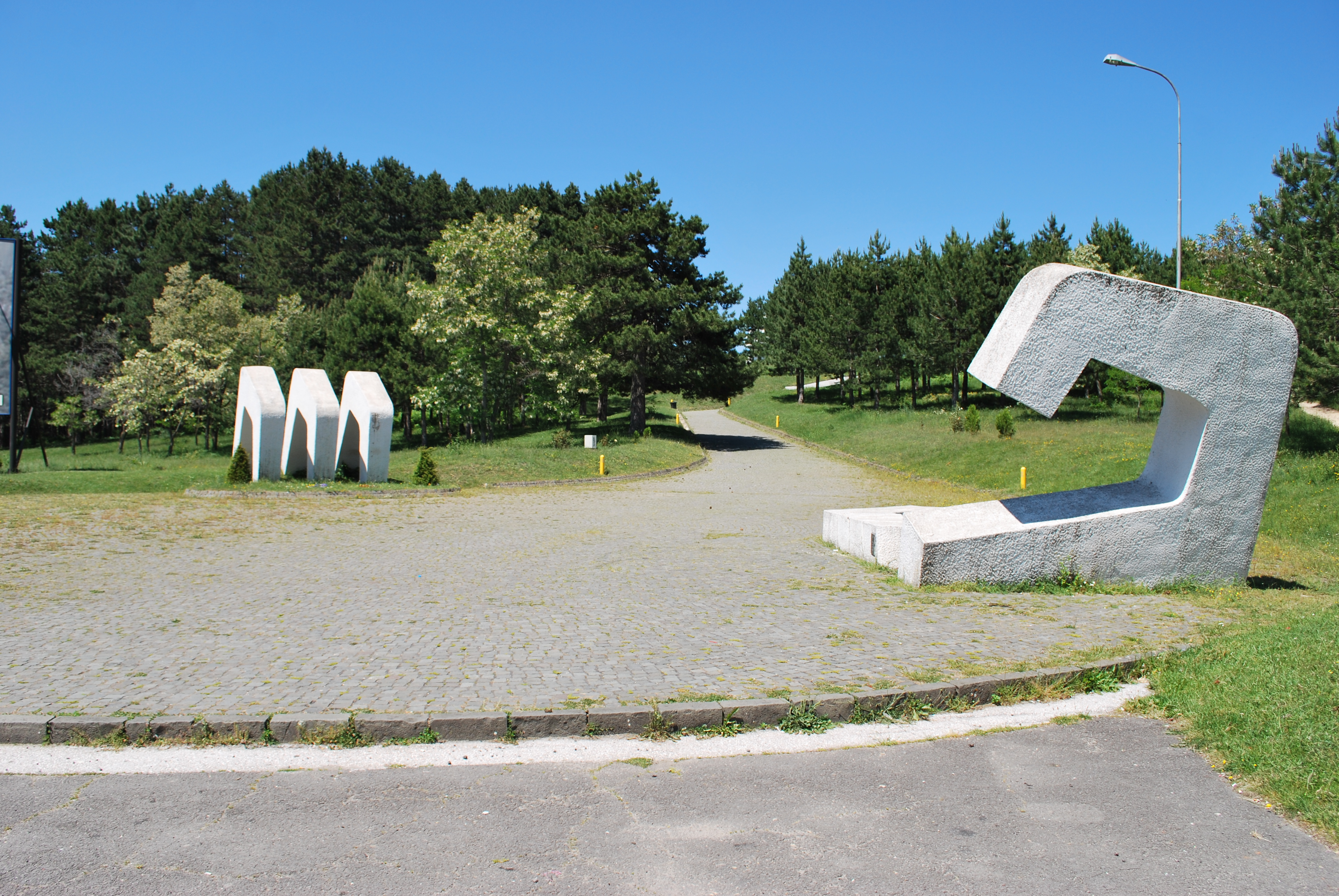
„Roztržené řetězy“, skulptura v areálu
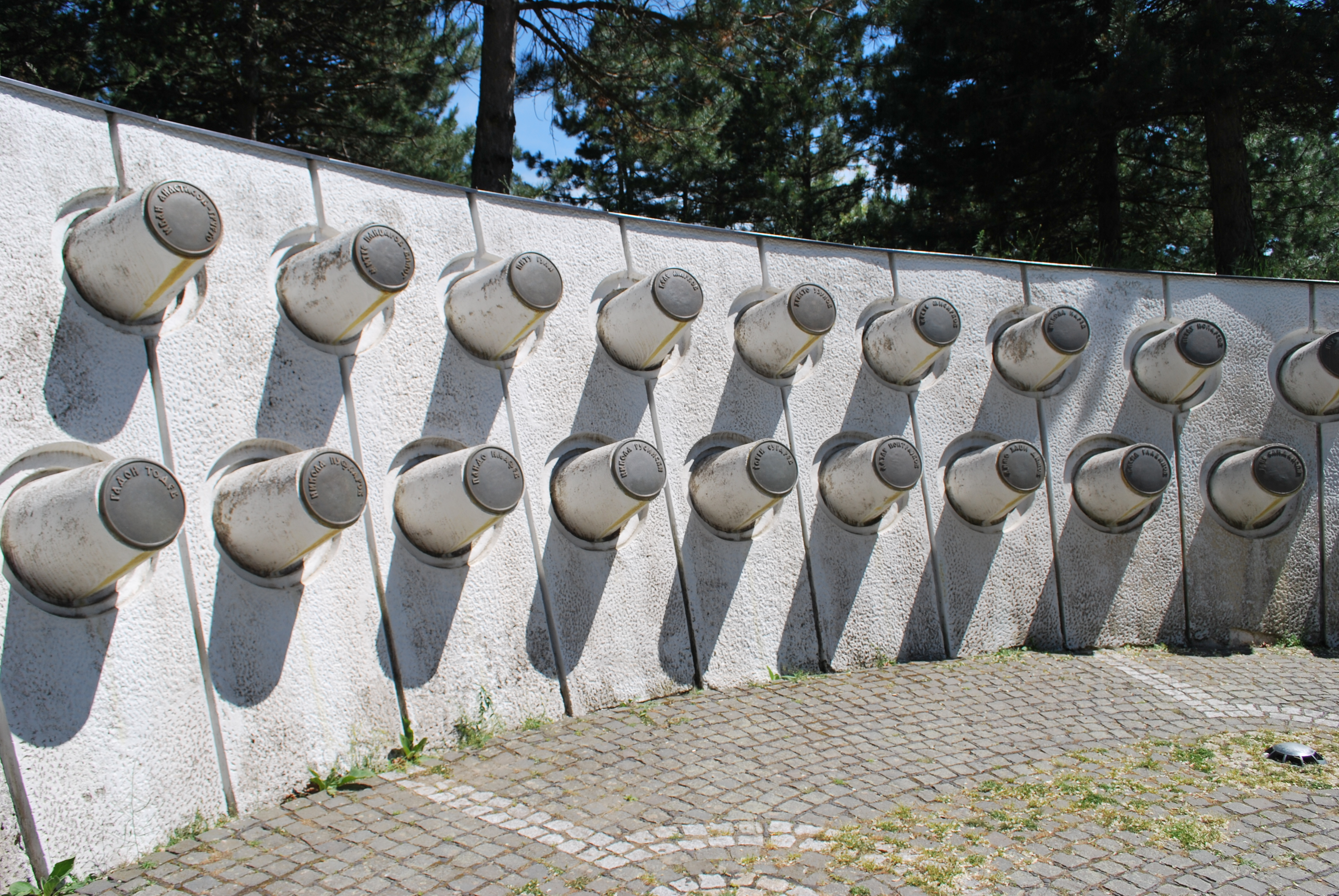
Krypta
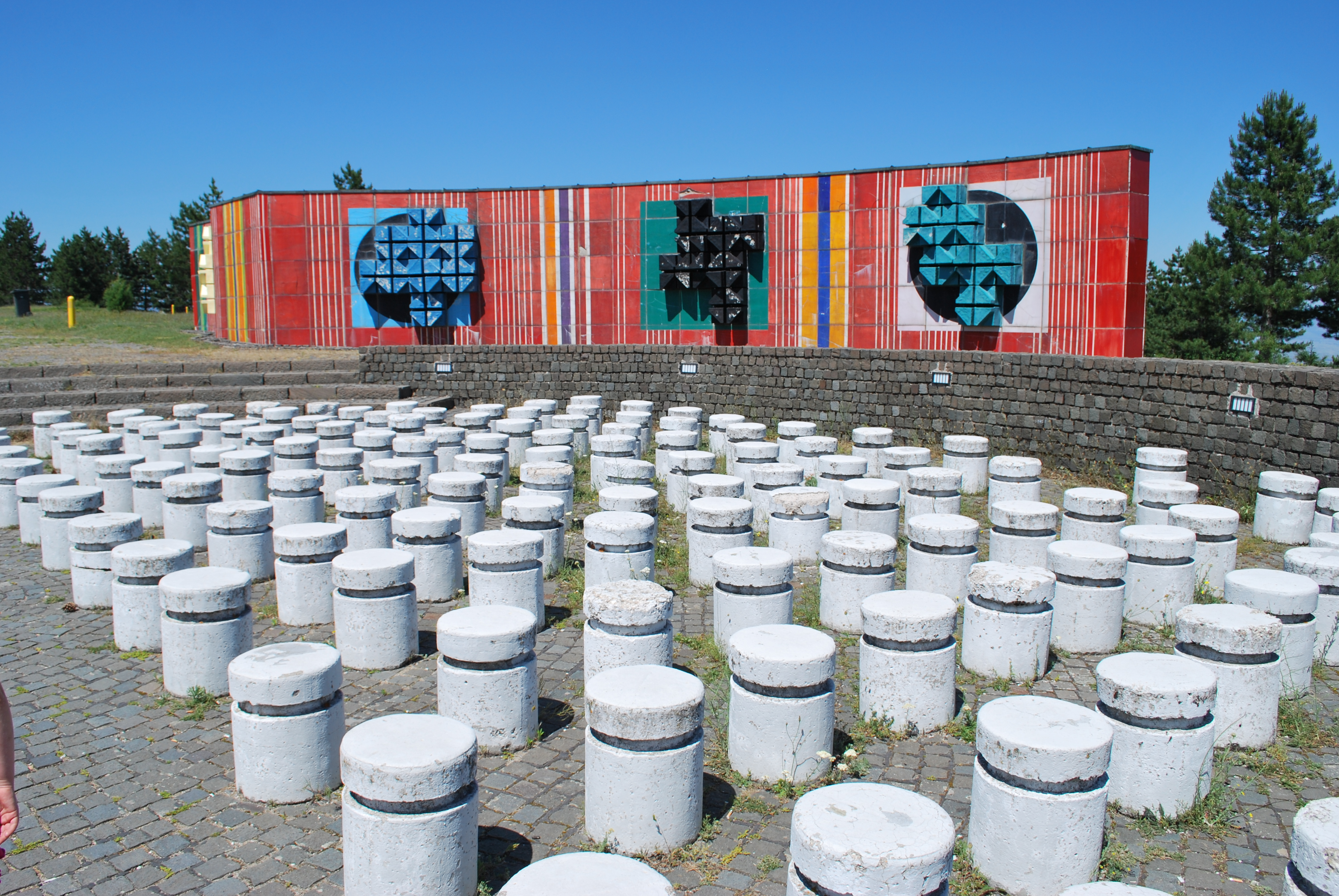
Amfiteátr
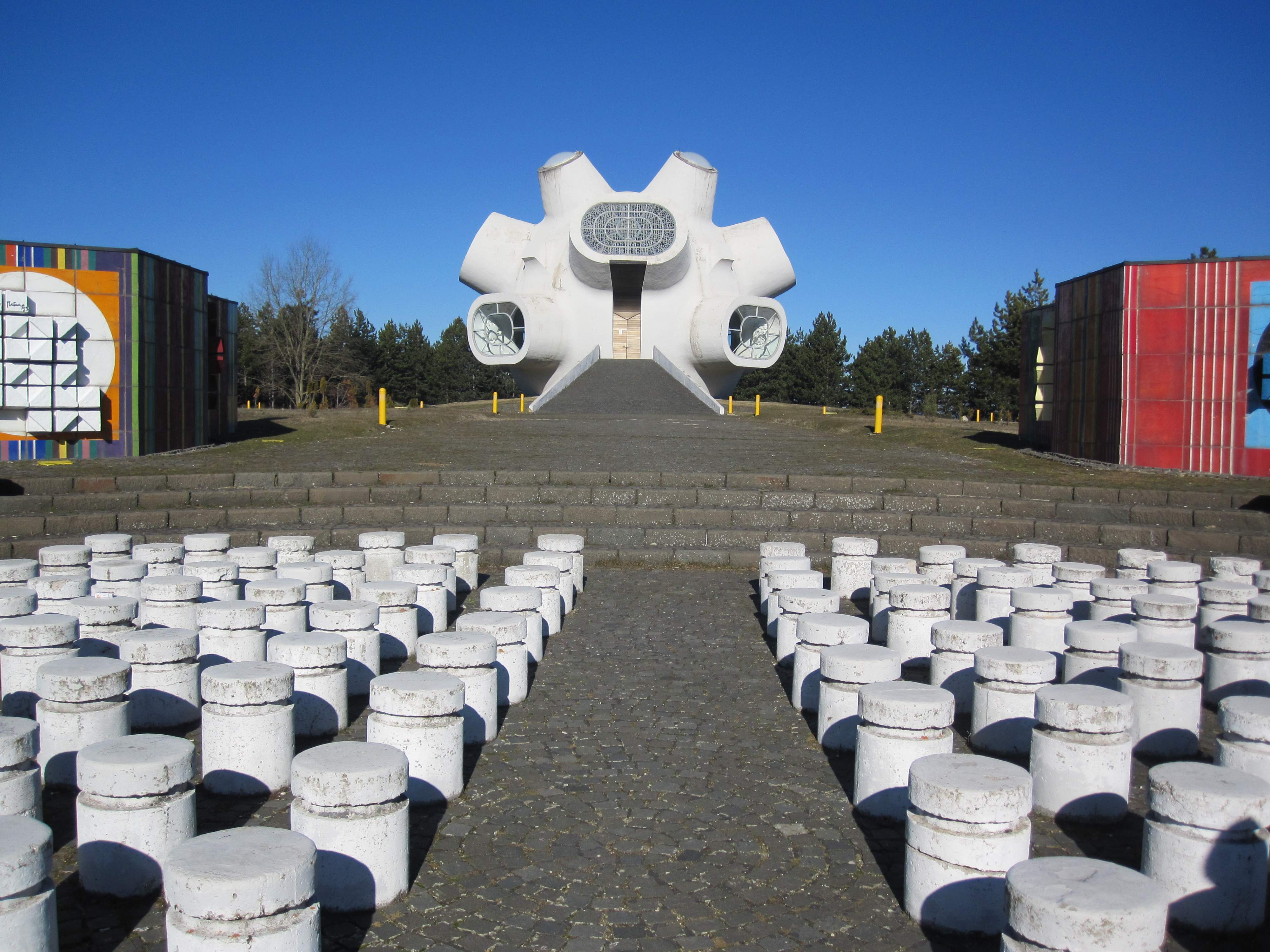
Amfiteátr
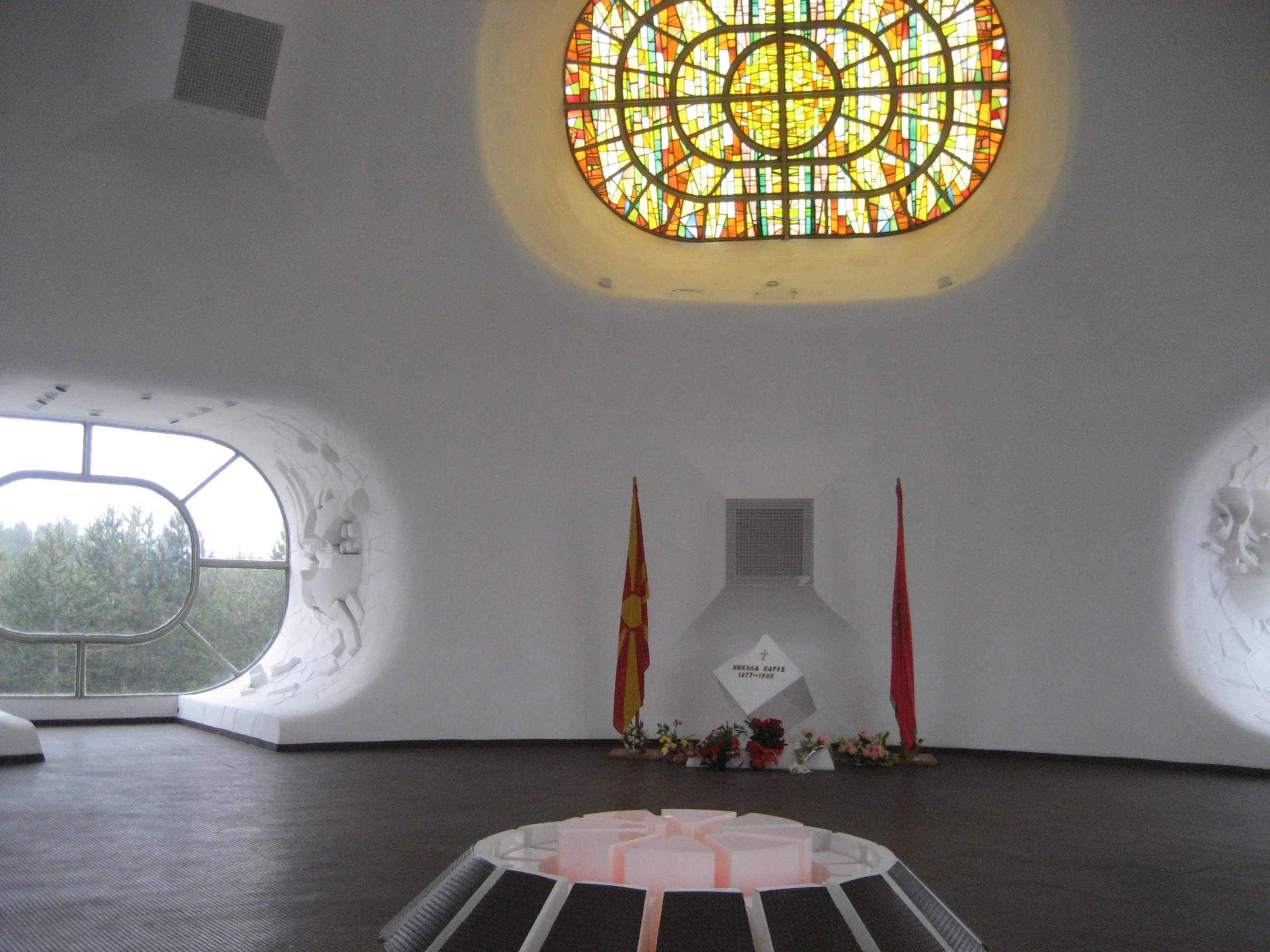
Interiér hlavní části památníku
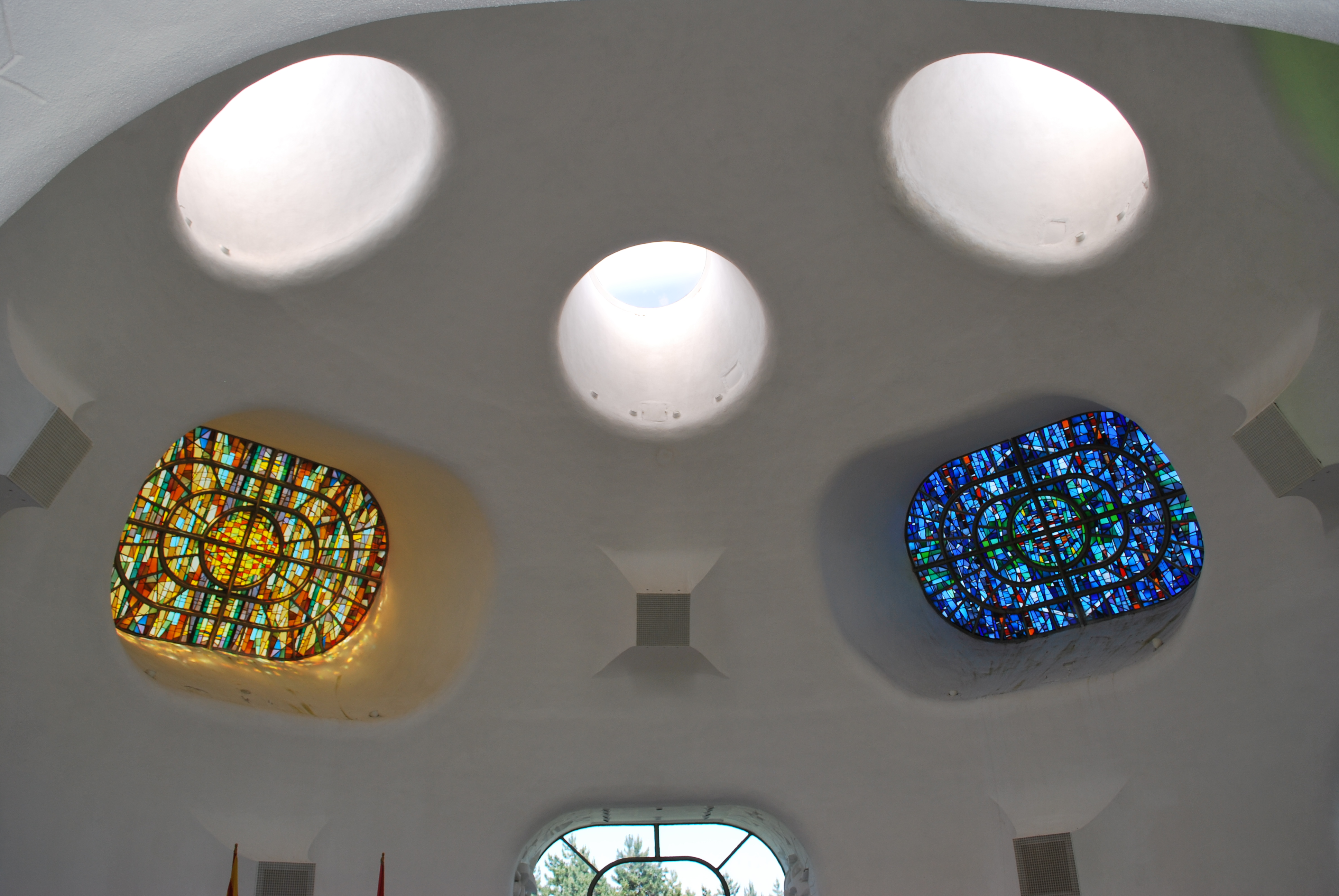
Interiér hlavní části památníku